# Pavel Hořava
Pavel Hořava (* 22. září 1956) je český politik, od roku 2010 generální sekretář KDU-ČSL, dlouholetý zastupitel Městské části Brno-Starý Lískovec (v letech 1994 až 1998 a opět 2006 až 2007 také místostarosta této městské části).

## Život
Mezi lety 1975 a 2004 byl zaměstnaný jako technik u společnosti Český Telecom (do roku 1993 figurovala jako státní podnik pod názvem SPT Praha). Při zaměstnání si postupně doplnil vzdělání. Nejdříve v letech 1986 až 1988 absolvoval obor sdělovací technika na střední průmyslové škole, později pak v letech 2003 až 2008 vystudoval obor sociální pedagogika na Fakultě humanitních studií Univerzity Tomáše Bati ve Zlíně (získal titul Mgr.).
Od roku 1999 soukromě podniká. (Činnost v letech 2004 až 2006 přerušil.) Od roku 2011 je jednatelem společnosti Nový HLAS a od roku 2014 pak předsedou dozorčí rady Evropské akademie pro demokracii, zapsaný ústav, Praha.
Pavel Hořava je ženatý, má čtyři dospělé děti. Žije v Brně, konkrétně ve čtvrti Starý Lískovec. Domluví se anglicky a rusky.

## Politické působení
V roce 1990 vstoupil do KDU-ČSL. Je členem Městské organizace KDU-ČSL Brno-Starý Lískovec, které také 15 let předsedal. V letech 2005 až 2009 byl tajemníkem Krajského výboru KDU-ČSL Jihomoravský kraj. V roce 2010 nahradil Jiřího Stodůlku ve funkci generálního sekretáře KDU-ČSL a stal se tak členem předsednictva strany. Je také členem Celostátní konference a Celostátního výboru strany.
V komunálních volbách v roce 1994 byl jako lídr kandidátky KDU-ČSL zvolen do Zastupitelstva Městské části Brno-Starý Lískovec, posléze se stal také místostarostou této městské čtvrti. Funkci zastával do voleb v roce 1998, kdy uspěl s obhajobou zastupitelského mandátu, do rady městské části se už ale nedostal. Zastupitelem Starého Lískovce byl zvolen také ve volbách v roce 2002 a 2006. V letech 2006 až 2007 byl opět místostarostou. Později už nekandidoval.
V komunálních volbách v letech 1998, 2002 a 2006 kandidoval za KDU-ČSL také do Zastupitelstva města Brna, ale ani jednou neuspěl. Stejně tak se nedostal v krajských volbách v roce 2008 ani do Zastupitelstva Jihomoravského kraje.